# East Riffa Club
East Riffa Club is een Bahreinse voetbalclub. De club werd in 1994 kampioen in de hoogste Bahreinse competitie en speelt ook in 2020 in deze Bahreinse Premier League.

## Erelijst
- Premier League : 1994 (1x)
- Bahrein Second Division : 2014 (1x)
- Bahrein King's Cup : 1999, 2000, 2014 (3x)
- Bahrein FA Cup : 2019 (1x)
- Bahrein Super Cup : 2014 (1x)

Al-Ahli · Al Hala · Al-Hidd · Al-Shabab · Al-Muharraq · Al-Najma · Al-Riffa SC · Busaiteen · East Riffa · Manama